# Vinayak Damodar Savarkar
Vinayak Damodar Savarkar ⓘ (genannt Vir [Veer] Savarkar; Marathi: विनायक दामोदर सावरकर, Vināyak Dāmodar Sāvarakar; * 28. Mai 1883 im Dorf Bhagur bei Nashik; † 26. Februar 1966 in Nagpur, Maharashtra) war ein indischer Politiker. Er entwickelte eine hindunationalistische politische Ideologie, die er Hindutva nannte.

## Leben
Savarkar studierte in Indien und England und vertrat revolutionäre Ideen eines gewaltsamen Kampfes zur Erlangung der indischen Unabhängigkeit. Er veröffentlichte The Indian War of Independence, eine Schrift über den indischen Aufstand von 1857, die von den britischen Kolonialherren verboten wurde. „1909 wurde Savarkar als Drahtzieher eines Attentats auf einen britischen Beamten in London zu zweimal lebenslänglich (50 Jahren) Verbannung auf den Andamanen verurteilt“, Mahatma Gandhi – dem Savarkar in London vermutlich begegnet ist – verurteilte damals die Tat scharf.
Im Gefängnis beschrieb Savarkar die Hindutva-Idee eines offenen Hindu-Nationalismus und verfasste seine Schrift Hindutva: Who is a Hindu?, die später zu einer Art Grundsatzschrift der Hindutva-Ideologie avancierte. Die Schrift wurde aus dem Gefängnis herausgeschmuggelt, zunächst unter dem Pseudonym A. Mahratta und dem Titel „Essentials Of Hindutva“ 1923 veröffentlicht und erhielt erst später den o. g. Titel. In dem Buch beantwortete Savarkar die Frage, wer denn ein Hindu sei, wie folgt:

“[…] the first important essential qualification of a Hindu is that to him the land that extends from Sindhu to Sindhu is the Fatherland, (Pitribhu) the Motherland (Matribhu) the land of his patriarchs and forefathers. […] The second most important essential of Hindutva is that a Hindu is a descendant of Hindu parents, claims to have the blood of the ancient Sindhu and the race that sprang from them in his veins. […] The system or set of religions which we call Hindu Dharma is as truly the offspring of this soil as the men whose thoughts they are or who 'saw' the Truth revealed in them. […] So to every Hindu, […] this Bharata bhumi this Sindhusthan is at once a Pitribhu and a Punyabhu — fatherland and a holy land.”

„Die erste wichtige und unabdingbare Voraussetzung für einen Hindu ist, dass er Indien als Vaterland (Pitribhu) und als Mutterland (Matribhu), also als das Land seiner Ahnen und Vorväter ansieht. […] Zweitens ist für die Hindutva essentiell, dass ein Hindu ein Abkömmling von Hindu-Eltern ist und beanspruchen kann, dass das Blut der alten Inder und des Volkes, das aus ihnen entstand, in seinen Adern fließt. […] Das System und die Gruppe von Religionen, die wir Hindu Dharma nennen, ist genauso wahrhaftig eine Ausgeburt dieses Bodens wie die Männer, deren Gedanken dies entsprang oder die die Wahrheit vor ihnen enthüllt „sahen“. […] Demnach ist für jeden Hindu dieses Bharata bhumi („Mutter Indien“) dieses Sindhusthan zugleich ein Pitribhu und ein Punyabhu — ein Vaterland und ein Heiliges Land.“

Aus dieser Mischung einer völkisch-religiösen Definition folgte für Savarkar, dass Angehörige nicht-hinduistischer Religionen nicht als eigentliche Landeskinder Indiens, als Hindus in diesem Sinne, sondern nur als „Gäste“ anzusehen seien, solange sie den Nicht-Hindu-Religionen anhingen:

“That is why in the case of some of our Mohammedan or Christian countrymen who had originally been forcibly converted to a non-Hindu religion and who consequently have inherited along with Hindus, a common Fatherland and a greater part of the wealth of a common culture—language, law, customs, folklore and history—are not and cannot be recognized as Hindus. For though Hindusthan to them is Fatherland as to any other Hindu yet it is not to them a Holyland too. Their holyland is far off in Arabia or Palestine. Their mythology and Godmen, ideas and heroes are not the children of this soil.”

„Dies ist es, warum im Falle einiger unserer mohammedanischen und christlichen Landsleute, die ursprünglich mit Gewalt zu einer nicht hinduistischen Religion bekehrt wurden und danach zusammen mit den Hindus ein gemeinsames Vaterland und einen großen Teil an gemeinsamer Kultur, Sprache, Gesetzen, Brauchtum, Folklore und Geschichte geteilt haben, nicht als Hindus anerkannt werden können. Denn für sie ist Hindustan das Vaterland, wie auch für jeden Hindu, nicht aber auch gleichzeitig das Heilige Land. Ihr Heiliges Land liegt fernab, in Arabien oder Palästina. Ihre Mythologie und Gottesmänner, Ideen und Helden sind nicht Kinder dieses Bodens.“

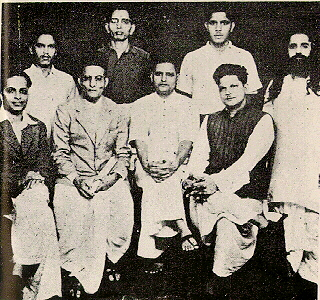
Vinayak Damodar Savarkar (sitzend, zweiter von links) mit der Gruppe der verurteilten Gandhi-Attentäter

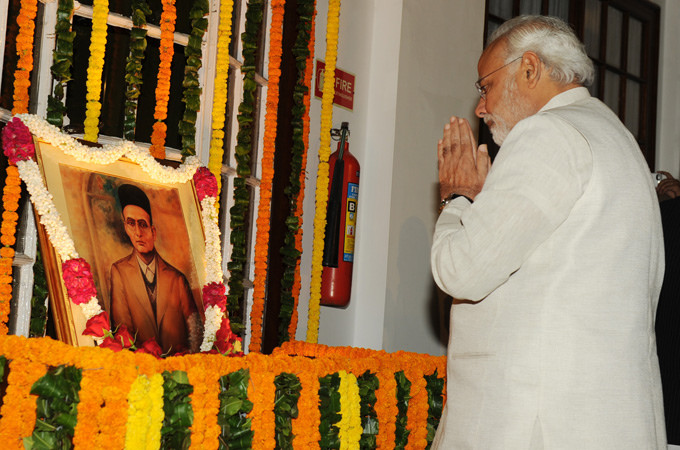
Der indische Premierminister Narendra Modi erweist Vinayak D. Savarkar am 1. Juni 2014 seinen Respekt

1921 wurde er unter der Auflage entlassen, seine revolutionären Aktivitäten einzustellen. Savarkar setzte sich jedoch für ein Hindu-dominiertes Indien ein, reiste und hielt Vorträge. Er wurde Präsident der neu gegründeten Hindu Mahasabha und ein vehementer Kritiker des Indischen Nationalkongress und dessen Akzeptanz der Teilung Indiens. Kritiker halten sein Auftreten für ursächlich für mehrere Attentate auf Mohandas Karamchand Gandhi. Er wurde in diesem Zusammenhang verhaftet, jedoch wegen Mangel an Beweisen freigesprochen. Seine letzten Lebensjahre verbrachte er mit dem Schreiben über seine Idee des Hindutva.
Eine Untersuchungskommission kam in den 1960er Jahren zu Ergebnissen, die darauf hindeuteten, dass Savarkar sehr wohl in die Planung der Ermordung Gandhis verwickelt gewesen war, jedoch war er bei Veröffentlichung der Ergebnisse bereits verstorben.
Der Flughafen in Port Blair ist nach ihm benannt (Vir Savarkar Airport).